# Asterote-Carnaim

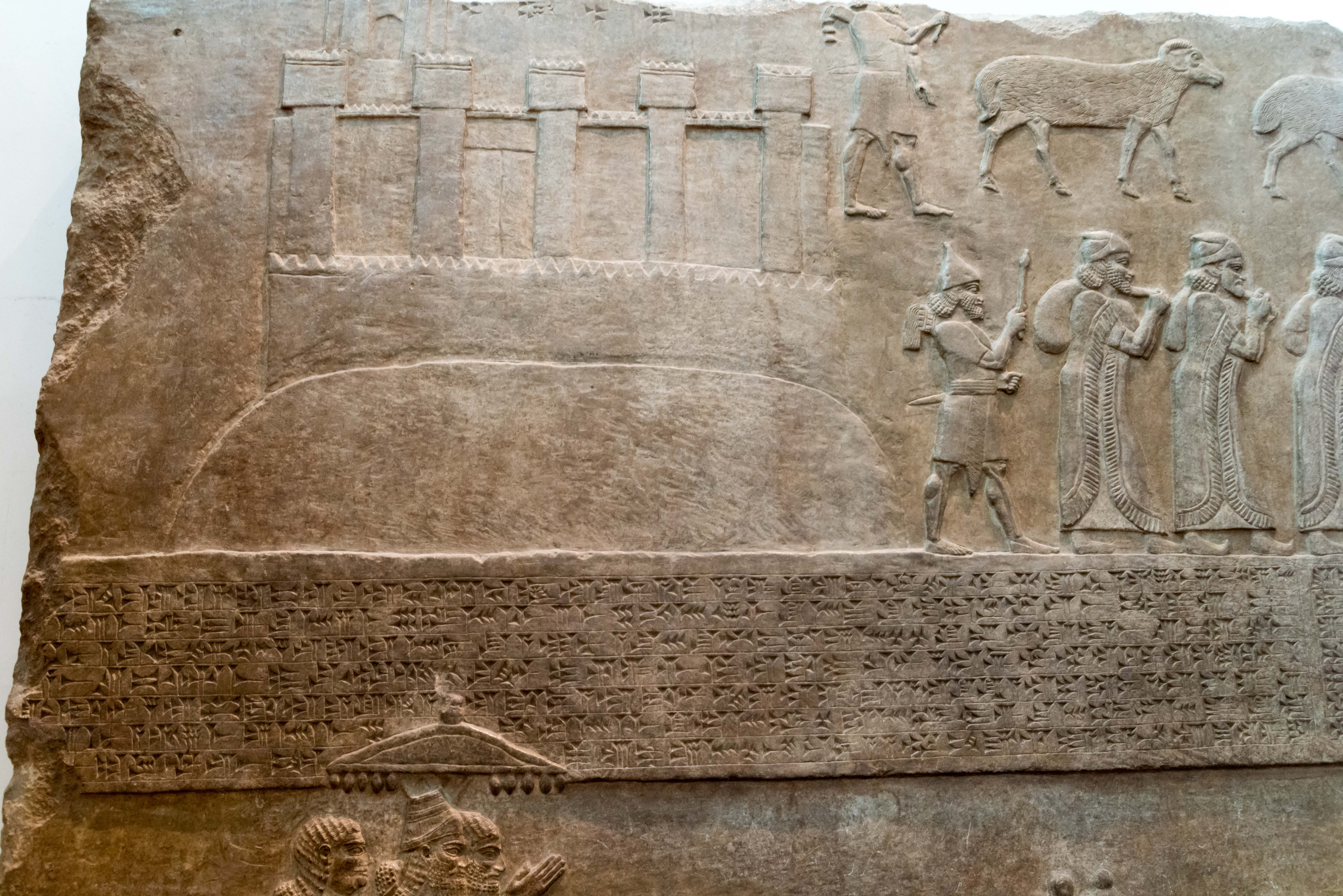
Relevo assírio representando Asterote

Asterote, possivelmente idêntica a Asterote-Carnaim, foi uma (ou duas) cidades mencionadas na Bíblia.
Asterote foi uma cidade da terra de Basã, no reino de Ogue. Após a conquista da palestina pelos hebreus, se localizou no território pertencente à tribo de Manassés, e se tornou uma cidade dos levitas, dada aos gersonitas. Uzia, um dos valentes de Davi, era natural desta cidade.
A cidade foi identificada com Tell Asterath, localizada em Haurã, notável por monumentos datados de 1700 - 1500 a.C..
Asterote-Carnaim significa Asterote do dois chifres, e era a residência dos refaim. As duas cidades podem ser a mesma, ou seja, Asterote-Carnaim significaria Asterote associada à lua crescente. No Pentateuco Samaritano, esta cidade é chamada de Sunamein, identificada com a presente es-Sunamein, localizada 45 km  ao sul de Damasco.